# Frédéric van den Driessche
 (juillet 2025).
Si vous disposez d'ouvrages ou d'articles de référence ou si vous connaissez des sites web de qualité traitant du thème abordé ici, merci de compléter l'article en donnant les références utiles à sa vérifiabilité et en les liant à la section « Notes et références ».
Pour les articles homonymes, voir Van den Driessche et Driessche.
Frédéric van den Driessche est un acteur français.
Il est notamment connu pour son rôle de Louis Page dans la série télévisée homonyme (1997-2006) et sa participation à Un si grand soleil depuis 2018. Il est également la voix française principale de Liam Neeson dans la plupart de ses films.

## Biographie
Frédéric van den Driessche a suivi les cours du Conservatoire national supérieur d'art dramatique (promo 1981).
Il est connu principalement pour le rôle-titre de la série télévisée Louis Page qu'il joue durant 23 épisodes entre 1998 et 2009. Depuis 2018, il interprète le Dr Alain Alphand dans le feuilleton Un si grand soleil. 
Actif dans le domaine du doublage, il est la voix française régulière de Liam Neeson ainsi qu'une voix récurrente de Vin Diesel et Javier Bardem. Il est également la voix française d'Ivan Ivanovitch Sakharine dans le film Les Aventures de Tintin : Le Secret de La Licorne (2011) et celle de Gaunter de Meuré dans l'extension The Witcher 3 : Hearts of Stone (2015).

### Vie privée
Il est le père de deux enfants : un fils et une fille, Esther, comédienne[réf. nécessaire].

## Théâtre
- 1989 : Un bon patriote ? de John Osborne, mise en scène Jean-Paul Lucet, Théâtre national de l'Odéon
- 1989 : La Trilogie des Coûfontaine : Le Père humilié de Paul Claudel, mise en scène Jean-Paul Lucet, théâtre des Célestins
- 1989 : La Mort de Danton de Georg Büchner, mise en scène Klaus Michael Grüber, Théâtre Nanterre-Amandiers, TNP Villeurbanne, Maison de la Culture de Grenoble, Comédie de Caen, tournée
- 1992 : Femmes devant un paysage fluvial d'après Heinrich Böll, théâtre Sorano (Toulouse)
- 1994 : Les Estivants de Maxime Gorki, mise en scène Lluís Pasqual (es), Odéon-Théâtre de l'Europe
- 1994 : La Nuit du crime de Jean Serge, Robert Chazal et Robert Hossein d'après Steve Pasteur, mise en scène Robert Hossein, théâtre de Paris
- 1995 : Un mari idéal d'Oscar Wilde, mise en scène Adrian Brine, théâtre Antoine
- 1997 : Un mari idéal d'Oscar Wilde, mise en scène Adrian Brine, théâtre des Célestins
- 2001 : Madame Sans-Gêne de Victorien Sardou, mise en scène Alain Sachs, théâtre Antoine
- 2007 : La Jeune Fille et la Mort d'Ariel Dorfman, mise en scène Didier Long
- 2012 : Le Paratonnerre de Jean-Loup Horwitz, mise en scène de l'auteur
- 2012 : Le Scoop de Marc Fayet, mise en scène  de l'auteur
- 2013 : Le Journal d'Anne Franck, adaptation Éric-Emmanuel Schmitt, mise en scène Steve Suissa, théâtre Rivegauche
- 2013 : J'ai couru comme dans un rêve (Création collective Les Sans Cou), Mise en scène Igor Mendjisky, théâtre Gérard-Philipe (Saint-Denis)
- 2013 : Coup de sangria de Eric Chappell, mise en scène Jean-Luc Moreau, théâtre de la Michodière
- 2015 : Père et manque de Pascale Lécosse, mise en scène Olivier Macé, tournée

## Filmographie

### Cinéma
- 1989 : L'Autrichienne de Pierre Granier-Deferre : Claude François Chauveau-Lagarde
- 1991 : Le Bal des casse-pieds d'Yves Robert : l'homme de Sofia
- 1992 : Conte d'hiver de Éric Rohmer : Charles
- 1993 : Germinal de Claude Berri : Paul Négrel
- 1995 : Jefferson à Paris de James Ivory : un des officiers mutilés
- 1998 : Le Poulpe : Nicolas Lesprit
- 2005 : Vive la vie : J.-P.
- 2005 : Les Chevaliers du ciel : de Gérard Pirès : le général chef d’État major de l'Armée de l'air
- 2006 : Les Anges exterminateurs de Jean-Claude Brisseau : François
- 2007 : Sept Ans de mariage de Didier Bourdon : Jean de La Ferrière
- 2013 : Chez nous c'est trois ! de Claude Duty : Jean-Yves de Montéris
- 2022 : Bowling Saturne de Patricia Mazuy : Jean-Paul

### Télévision

#### Téléfilms
- 1990 : Baie des Anges connection de Patrick Jamain : Stéphane Carella
- 1995 : Saint-Exupéry : La Dernière Mission de Robert Enrico : Jean Mermoz
- 1999 : Le Monde à l'envers de Charlotte Brändström : Christophe
- 2003 : Lagardère de Henri Helman : Philippe de Nevers
- 2004 : Sissi, l'impératrice rebelle de Jean-Daniel Verhaeghe : François-Joseph d'Autriche
- 2005 : Jaurès, naissance d'un géant de Jean-Daniel Verhaeghe : Calvignac
- 2005 : Galilée ou l'Amour de Dieu de Jean-Daniel Verhaeghe : le jésuite
- 2006 : Des fleurs pour Algernon de David Delrieux : Jean-Pierre Nemur
- 2007 : L'Affaire Christian Ranucci : Le Combat d'une mère : Robert Badinter
- 2008 : La Dame de Monsoreau de Michel Hassan : le comte de Monsoreau
- 2009 : Un petit mensonge de Denis Malleval : Eric Waltz
- 2011 : Le Temps du silence de Franck Appréderis : Aragon
- 2012 : L'Été des Lip de Dominique Ladoge : Claude Neuschwander
- 2013 : La Planète des cons de Charlie Dupont et Gilles Galud : Jean-Patrick Hénard
- 2013 : Une femme dans la Révolution de Jean-Daniel Verhaeghe : Monsieur de Valbreuse
- 2015 : Le Vagabond de la baie de Somme de Claude-Michel Rome : Félicien Warlau
- 2015 : Envers et contre tous de Thierry Binisti : Salanche
- 2015 : Stavisky, l'escroc du siècle de Claude-Michel Rome : Albert Prince
- 2017 : La Soif de vivre de Lorenzo Gabriele : le docteur Padowski

#### Séries télévisées
- 1983 : Les Enquêtes du commissaire Maigret, épisode Maigret s'amuse de René Lucot : Gilbert Négrel
- 1988 : Les Cinq Dernières Minutes épisode Mystère et pommes de pin de Jean-Pierre Desagnat : Philippe Durieu
- 1990 : Le Roi de Patagonie de Georges Campana et Stéphane Kurc : Antoine de Tounens
- 1996 : Maigret : Maigret et le Port des brumes de Charles Nemes : Martineau
- 1997-2006 : Louis Page : le père Louis Page
- 1998 : Peur blanche (série télévisée), épisode Vertiges : Marc Pelletan
- 1999 : Les Cordier, juge et flic, épisode Lames de fond : le juge Clément
- 2001 : Femmes de loi, épisode Crime passionnel de Laurent Carcelès : Bruno Regnier
- 2003 : Joséphine, ange gardien, épisode Belle à tout prix de Patrick Malakian : Rodolphe Klein
- 2007 : Le Clan Pasquier de Jean-Daniel Verhaeghe : Schleiter
- 2009 : Action spéciale douanes de Patrick Jamain et Alain Rudaz : Serge Kerienko (6 épisodes)
- 2009 : Claire Brunetti de Didier Delaître : Antoine Brunetti
- 2010 : Vidocq d'Alain Choquart
- 2010 : Joséphine, ange gardien, épisode Tout pour la musique de Jean-Marc Seban : Serge Chopart
- 2011 : Julie Lescaut, épisode Immunité diplomatique de Didier Delaître : Pablo Cordoba
- 2014 : Alice Nevers : Le juge est une femme : Clément Garrel (saison 12, épisode 10)
- 2016 : Capitaine Marleau, épisode Brouillard en thalasso de Josée Dayan : Paul Thibaut
- 2017 : Alex Hugo, épisode Un homme perdu de Pierre Isoard : Alain Tanner
- depuis 2018 : Un si grand soleil : le docteur Alain Alphand
- 2019 : Les Mystères du Bois-Galant de Lorenzo Gabriele : Bernard Zorki
- 2020 : Cassandre, épisode Nature blessée : François de Wolf
- 2021 : Mongeville, épisode Les Ficelles du métier : Marin Talleyrand
- 2021 : Les Mystères de l'école de gendarmerie de Lorenzo Gabriele : Bernard Zorki
- 2021 : Sophie Cross de Frank Van Mechelen : Paul Renaud

## Doublage

### Cinéma

#### Films
- Liam Neeson dans (34 films) :
  - Kingdom of Heaven (2005) : Godefroy d’Ibelin
  - Taken (2008) : Bryan Mills
  - Chloé (2009) : David Stewart
  - Les Trois Prochains Jours (2010) : Damon Pennington
  - Sans identité (2011) : le docteur Martin Harris
  - Le Territoire des loups (2012) : John Ottway
  - Taken 2 (2012) : Bryan Mills
  - Puzzle (2013) : Michael
  - Non-Stop (2014) : Bill Marks
  - Albert à l'ouest (2014) : Clinch Leatherwood
  - Balade entre les tombes (2014) : Matt Scudder
  - Entourage (2015) : lui-même (caméo)
  - Taken 3 (2015) : Bryan Mills
  - Night Run (2015) : Jimmy Conlon
  - Ted 2 (2015) : un client du supermarché
  - Le Chasseur et la Reine des glaces (2016) : le narrateur (non crédité)
  - Quelques minutes après minuit (2016) : le monstre (voix)
  - Silence (2016) : le père Cristóvão Ferreira
  - The Secret Man: Mark Felt (2017) : William Mark « Gorge profonde » Felt
  - The Passenger (2018) : Michael « Mike » McCauley
  - La Ballade de Buster Scruggs (2018) : l'impresario
  - Les Veuves (2018) : Harry Rawlings
  - Sang froid (2019) : Nelson « Nels » Coxman
  - Men in Black: International (2019) : Grand T
  - The Good Criminal (2020) : Tom Carter
  - Made in Italy (2020) : Robert Foster
  - Le Vétéran (2021) : Jim Hanson
  - Ice Road (2021) : Mike
  - Blacklight (2022) : Travis Block
  - Marlowe (2022) : Philip Marlowe
  - Retribution (2023) : Matt Turner
  - Saints and Sinners (2023) : Finbar Murphy
  - Absolution (2024) : Thug
  - Y a-t-il un flic pour sauver le monde ? (2025) : Frank Drebin Jr.
- Vin Diesel dans (11 films) : 
  - Fast and Furious 4 (2009) : Dominic « Dom » Toretto
  - Los Bandoleros (2009) : Dominic « Dom » Toretto
  - Fast and Furious 5 (2011) : Dominic « Dom » Toretto
  - Fast and Furious 6 (2013) : Dominic « Dom » Toretto
  - Fast and Furious 7 (2015) : Dominic « Dom » Toretto
  - Le Dernier Chasseur de sorcières (2015) : Kaulder
  - Un jour dans la vie de Billy Lynn (2016) : le sergent Virgil « Shroom » Breem
  - Fast and Furious 8 (2017) : Dominic « Dom » Toretto
  - Bloodshot (2020) : Raymond « Ray » Garrison / Bloodshot
  - Fast and Furious 9 (2021) : Dominic « Dom » Toretto
  - Fast and Furious 10 (2023) : Dominic « Dom » Toretto
- Javier Bardem dans (5 films) : 
  - Mar adentro (2005) : Ramon Sampedro
  - L'Amour aux temps du choléra (2007) : Florentino Ariza
  - No Country for Old Men (2007) :  Anton Chigurh
  - Cartel (2013) : Reiner
  - Pirates des Caraïbes : La Vengeance de Salazar (2017) : le capitaine Armando Salazar
- Michael Maloney dans :
  - Henri V (1989) : le Dauphin
  - Hamlet (1990) : Rosencrantz
- Andy García dans :
  - Le Book Club (2018) : Mitchell
  - Book Club: The Next Chapter (2023) : Mitchell

- 1994 : Le Livre de la jungle : Capitaine William Boone (Cary Elwes)
- 1996 : Barb Wire : Alexander Willis (Xander Berkeley)
- 2000 : L'Ombre du vampire : Friedrich Wilhelm Murnau (John Malkovich)
- 2001 : Antitrust : Gary Winston (Tim Robbins)
- 2007 : I'm Not There : Billy the Kid (Richard Gere)
- 2008 : Appaloosa : Randall Bragg (Jeremy Irons)
- 2008 : Jackpot : Jack Fuller Sr. (Treat Williams)
- 2009 : Les Yeux de Julia : Isaac (Lluís Homar)
- 2009 : Cœur d'encre : Capricorne (Andy Serkis)
- 2011 : Les Aventures de Tintin : Le Secret de La Licorne : Ivan Ivanovitch Sakharine / Rackham le rouge (Daniel Craig)
- 2011 : La Dame de fer : Airey Neave (Nicholas Farrell)
- 2011 : Sanctum : Frank McGuire (Richard Roxburgh)
- 2011 : Au pays du sang et du miel : Nebojša Vukojević (Rade Šerbedžija)
- 2011 : Le Sang des Templiers : le narrateur ( ? ) (voix)
- 2012 : Contrebande : capitaine Camp (J. K. Simmons)
- 2012 : Silent Hill: Revelation 3D : Douglas Cartland (Martin Donovan)
- 2012 : Usurpateur : Adrián (Daniel Fanego)
- 2013 : Sous surveillance : Daniel Sloan (Chris Cooper)
- 2013 : Les Stagiaires : le faux Charles Xavier (Jarion Monroe)
- 2013 : Le Loup de Wall Street : le narrateur d'introduction du film (Edward Herrmann) (voix)
- 2013 : Suspect : John Gentile (Michael McGrady)
- 2015 : Que le meilleur gagne : Pat Candy (Billy Bob Thornton)
- 2016 : Batman v Superman : L'Aube de la justice : le président des États-Unis (Patrick Wilson) (voix)
- 2017 : My Cousin Rachel : Kendall (Iain Glen)
- 2017 : Boyka : Un seul deviendra invincible : Zourab (Alon Abutbul)
- 2018 : Paranoïa : le directeur de la banque (Marc Kudisch)
- 2025 : Mission: Impossible - The Final Reckoning : William Donloe (Rolf Saxon)

#### Films d'animation
- 2014 : La Grande Aventure Lego : Méchant Flic / Gentil Flic[1]
- 2014 : Khumba : Phango le léopard[1]

### Télévision

#### Téléfilms
- 2001 : Conspiration : Josef Bühler (Ben Daniels)
- 2013 : Le Déshonneur d'un colonel : le colonel Russell Williams (Gary Cole)

#### Séries télévisées
- Simon Merrells dans :
  - Spartacus : Le Sang des Gladiateurs (2013) : Marcus Licinius Crassus
  - The Tomorrow People (2013-2014) : Hugh Bathory
  - Dominion (2015) : Julian
- Clancy Brown dans :
  - Daredevil (2016) : le colonel Ray Schoonover
  - The Punisher (2017) : le colonel Ray Schoonover
- Liam Neeson dans : 
  - Inside Amy Schumer (2016) : Don Cheadle (saison 4, épisode 2)
  - The Orville (2017) : le capitaine Jahavus Dorahl  (saison 1, épisode 4)
- 2011 : Downton Abbey : Sir Richard Carlisle (Iain Glen) (6 épisodes)
- 2011-2013 : Les Borgia : Nicolas Machiavel (Julian Bleach)
- 2012-2014 : Chicago Fire : Jose Vargas (Mo Gallini)
- 2013 : Mob City : Jack Dragna (Paul Ben-Victor)
- 2013 : The Wrong Mans - Mauvaise Pioche : Jack Walker (Dougray Scott)
- 2013 : Blacklist : le frère du coursier (Brian Tarantina) (saison 1, épisode 5)
- 2014 : The Blacklist : le Syrien (Eyas Younis) (saison 1, épisode 22) / Geoff Pearl (Peter Fonda) (saison 2, épisode 6)
- 2016 : Berlin Station : Aleksandre Iosava (Merab Ninidze)
- 2017 : Philip K. Dick's Electric Dreams :  le général Olin (Liam Cunningham)
- 2018 : Altered Carbon : Carnage (Matt Frewer)

#### Émissions
- 2012 : Faux Raccord, spéciale Kidnapping : Taken / Man on Fire[2]

#### Publicité
- Renault 21 : « Vous êtes formidable ! » (1989)
- Volvic : La Force du volcan (2014)

### Jeux vidéo
- 2015 : The Witcher 3: Wild Hunt : Gaunter de Meuré[3], le sergent Ardal et divers personnages
- 2015 : The Witcher 3: Wild Hunt – Hearts of Stone : Gaunter de Meuré
- 2016 : Dishonored 2 : des Hurleurs

## Distinctions
- 1996 : Nomination au Molière du comédien dans un second rôle pour Un mari idéal